# Algovia

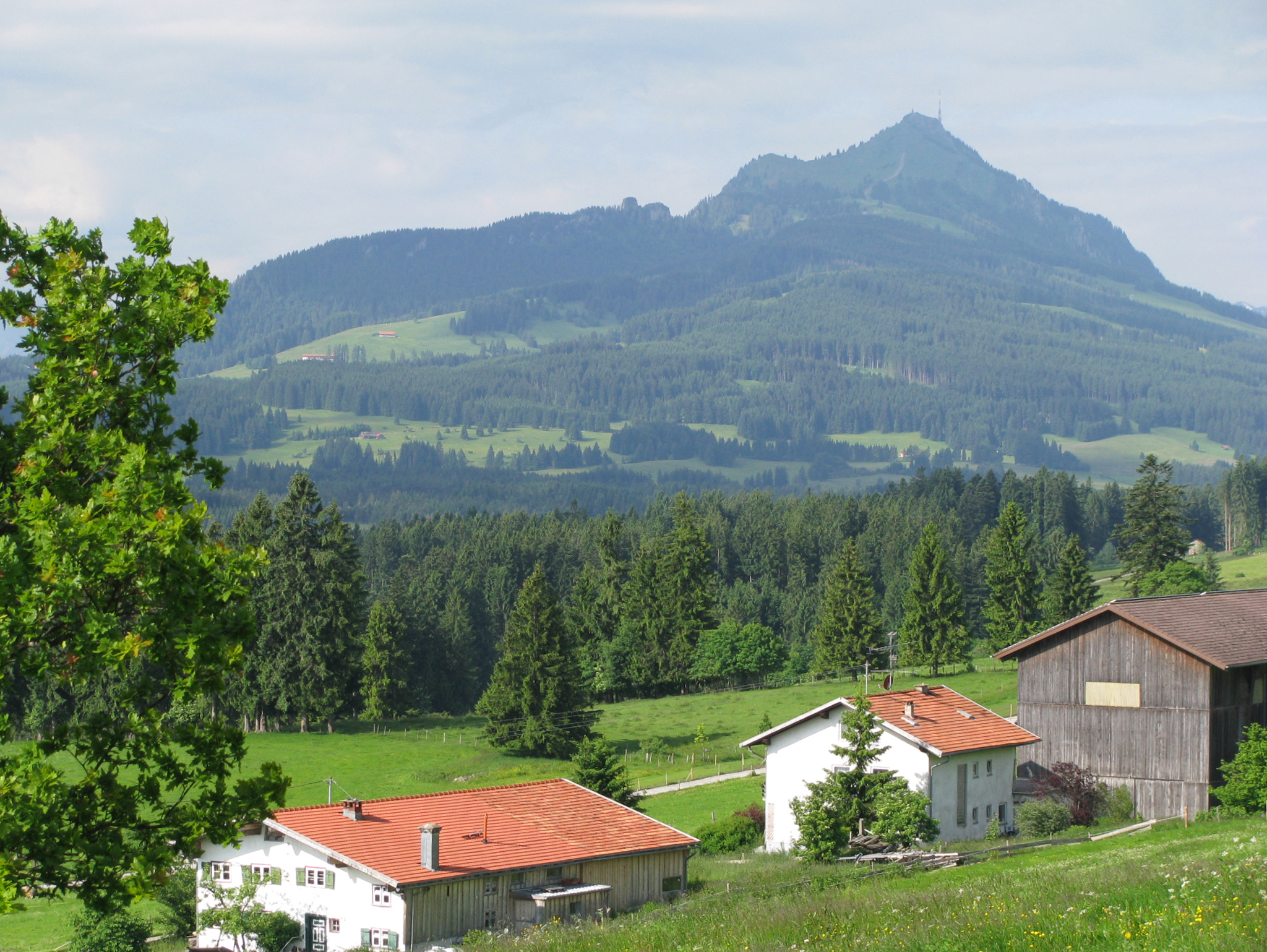
Monte Grünten.

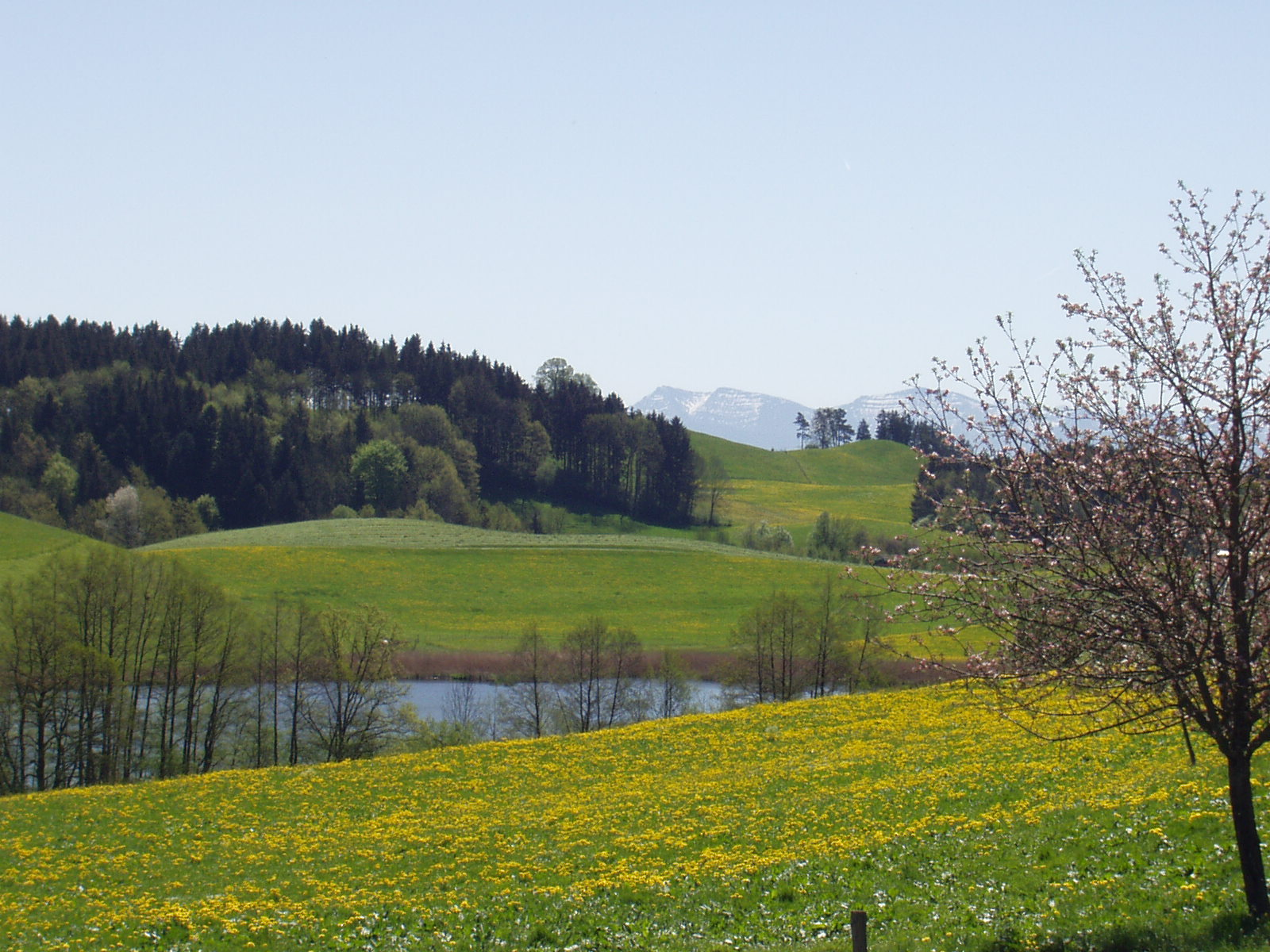
Lago Siggenhauser Weiher cercano a Amtzell.

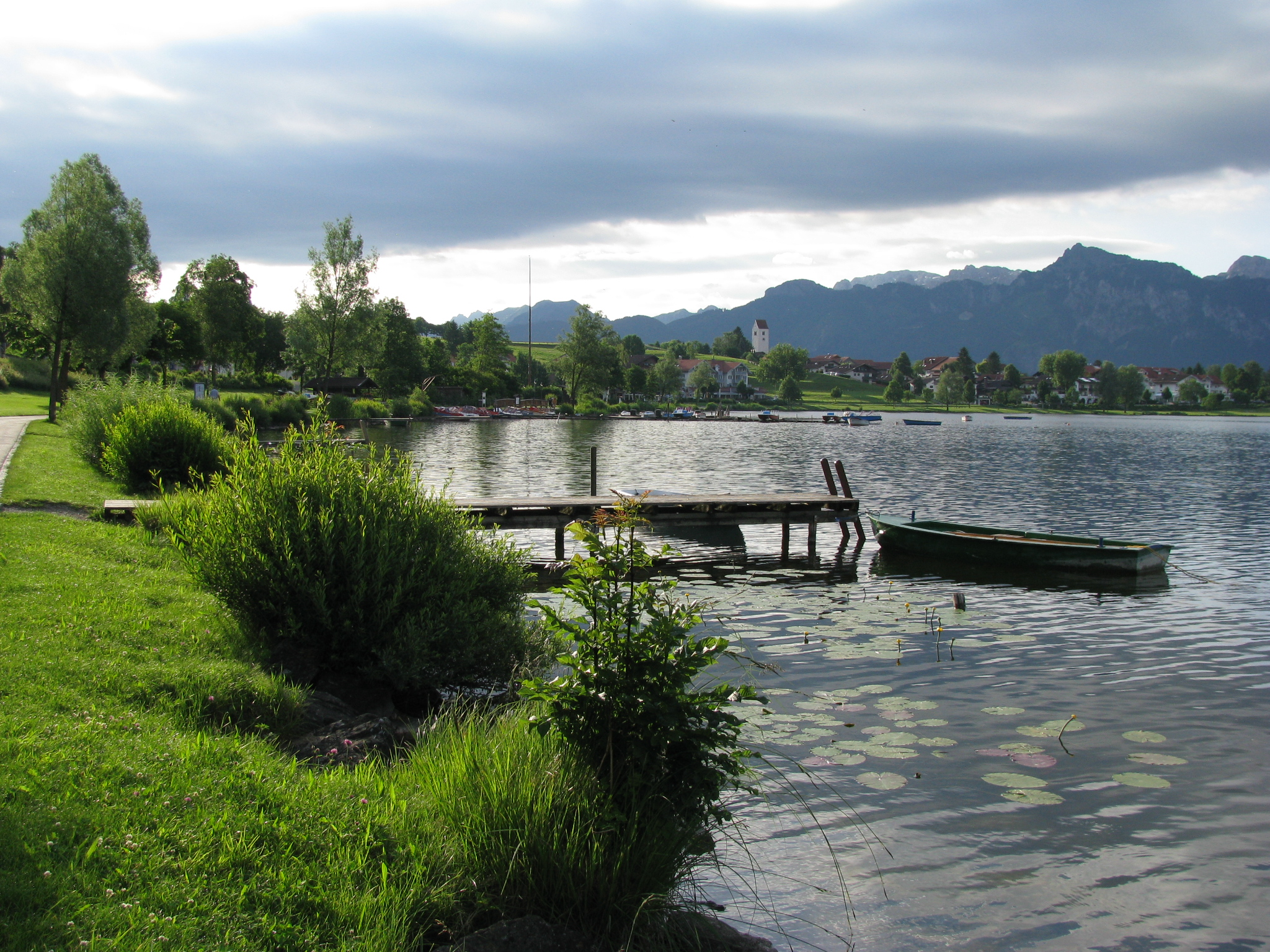
Lago Hopfen am See.

Algovia (en alemán: Allgäu, pronunciación: /ˈalɡɔɪ̯/ⓘ) es una región en el sur de Suabia, suroeste de Baviera y sureste de Baden-Wurtemberg en Alemania y zonas fronterizas de Austria. La ciudad más importante es Kempten. 

## Cronología histórica

### Protohistoria (hasta elsigloVIIIa.C.)
- Aprox. 1200 a. C.: primera mención de los ilirios en los territorios de Algovia.
- Aprox. 500 a. C.: Ocupación de los celtas en los territorios al norte de los Alpes.
- Aprox. 15 a. C.: Los romanos Druso y Tiberio dominan a los celtas; fundación de un poblado en el Lindenberg, cerca de Kempten, llamado «Cambodunum». Algovia pertenecía a la provincia de Recia.
- 18 a. C.: el geógrafo griego Estrabón nombra la ciudad celta «Kambódunoum» al norte de los Alpes.
- 233: Los germanos alamanes y suevos atraviesan por primera vez el limes y ocupan los territorios a ambas orillas del Rin hasta los Alpes.
- 233 y 259/60: Destrucción de la ciudad romana de «Cambodunum» (Kempten).
- 488: Las últimas tropas romanas abandonan la región, con ellas emigran muchos pobladores romanos hacia Italia. Los alamanes toman su lugar y pueblan los territorios, que se dividen con los suevos.
- Algovia es considerada como una de las regiones más antiguas de Alemania. Con toda su historia, Kempten es también una ciudad alegre y animada, que acoge de corazón y con los brazos abiertos a sus muchos visitantes y que está orgullosa de sus obras de arte y de su rica herencia cultural. Una ciudad para enamorarse y regresar.

### Edad Media
- 817: En un acta de St. Gall se nombra el „Albigauge“ (después „Albigoi“)
- 1079: Los Staufer son duques de Suecia.
- Siglo XI hasta mediados del siglo XIII: Época de la Casa de Welfen y de Staufer.
- 1241: Memmingen, Kaufbeuren y Kempten se convierten en Ciudad Imperial Libre.
- 1268: Leutkirch se convierte en Ciudad Imperial Libre.
- 1268: La muerte de Conradino de Hohenstaufen, el último de los Hohenstaufen, desencadena la división territorial. El obispo de Augsburgo, el Fürst de Kempten, varios duques y caballeros se convierten en los Señores de Algovia.
- 1348: Wangen se convierte en Ciudad Imperial Libre.
- 1365: Isny se convierte en Ciudad Imperial Libre.
- 1488: La "Federación Suaba" es fundada como Unión de las Ciudades Imperiales Libres de Suabia.
- 1496: Dieta Imperial en Lindau.
- 1500: Creación del Schwäbischer Reichskreis, el cual existió hasta 1803.
- 1525: Guerra de los campesinos alemanes
- 1527: Las ciudades de Memmingen, Kaufbeuren y Kempten acogen la Reforma Protestante.
- 1533: Desintegración de la Federación Suaba.

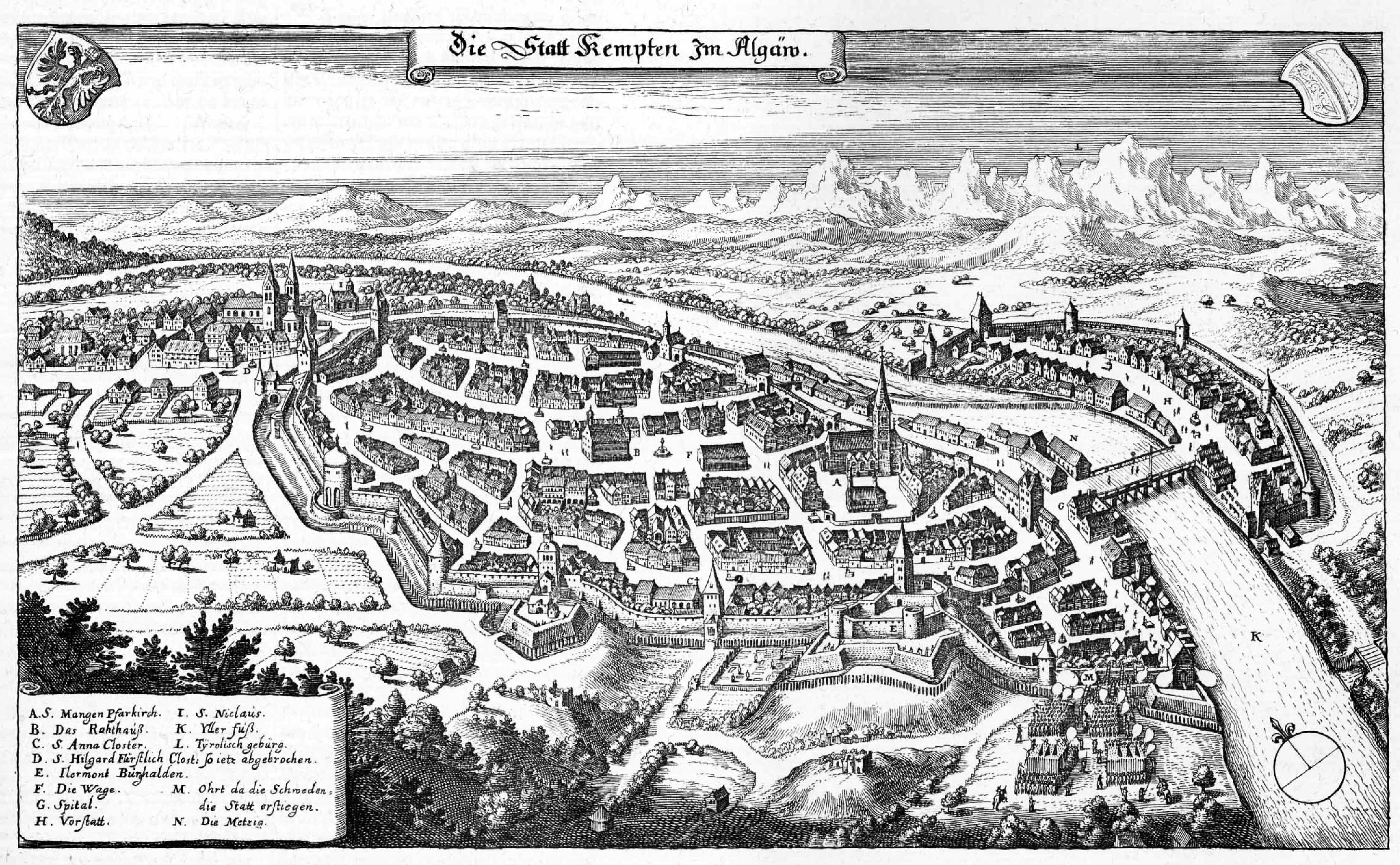
Kempten, grabado de Merian, 1650.

- 1543: Los monjes de Ottobeuren fundan una universidad („Academia Ottemburana“).[1]
- 1555: Paz de Augsburgo
- 1618–48: La guerra de los Treinta Años trae saqueos y destrucción a las iglesias y monasterios y pobreza a los habitantes.
- 1632: Tropas suecas ocupan Kempten y destruyen iglesias y monasterios.
- 1634: Derrota de los suecos en la Batalla de Nördlingen.
- 1639–73: Construcción de la iglesia de San Lorenzo en Kempten.

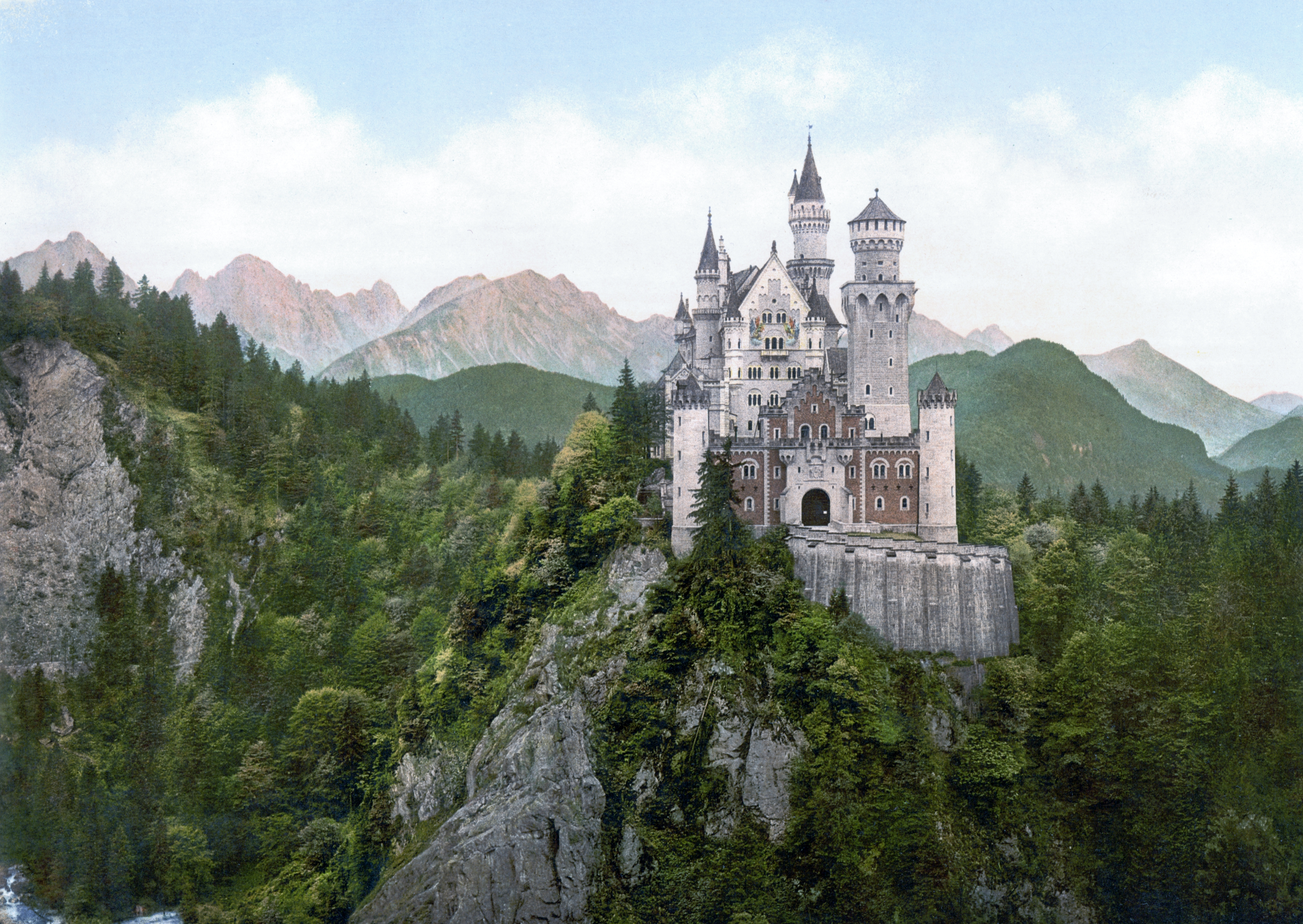
Castillo de Neuschwanstein.

### DelsigloXVIIIa la Segunda Guerra Mundial
- 1701–13/14: La guerra de sucesión española acarrea saqueos y destrucción.
- 1701–17: Construcción del Monasterio St. Mang, en Füssen.
- 1704: Baviera compra el monasterio de Mindelheim.
- 1796: Entrada de las tropas revolucionarias francesas en Memmingen y Kempten.
- 1802/03: Secularización en Baviera.
- 1803–10: Nueva división territorial por Napoleón. Algovia se divide en dos partes, una bávara y una de Baden-Wurtemberg.
- 1808: La Suabia bávara se divide en tres partes, cuyas capitales son: Ulm, Augsburgo y Kempten.
- 1837: Augsburgo es la sede administrativa de Suabia.
- 1847: Algovia se conecta a la red de ferrocarril.
- 1869: Comienzan la construcción del Castillo de Neuschwanstein.
- 1877: Empieza el turismo en Algovia.
- 1943: Los nazis construyen el Außenlager Kottern-Weidach, un campo externo del campo de concentración de Dachau.
- 1948: Heinz Guderian se muda a Algovia.

## Origen del nombre
El nombre de Algovia, Allgäu, procede del alemán antiguo alb (montaña) y del alemán göu (territorio).

## Ciudades y pueblos principales

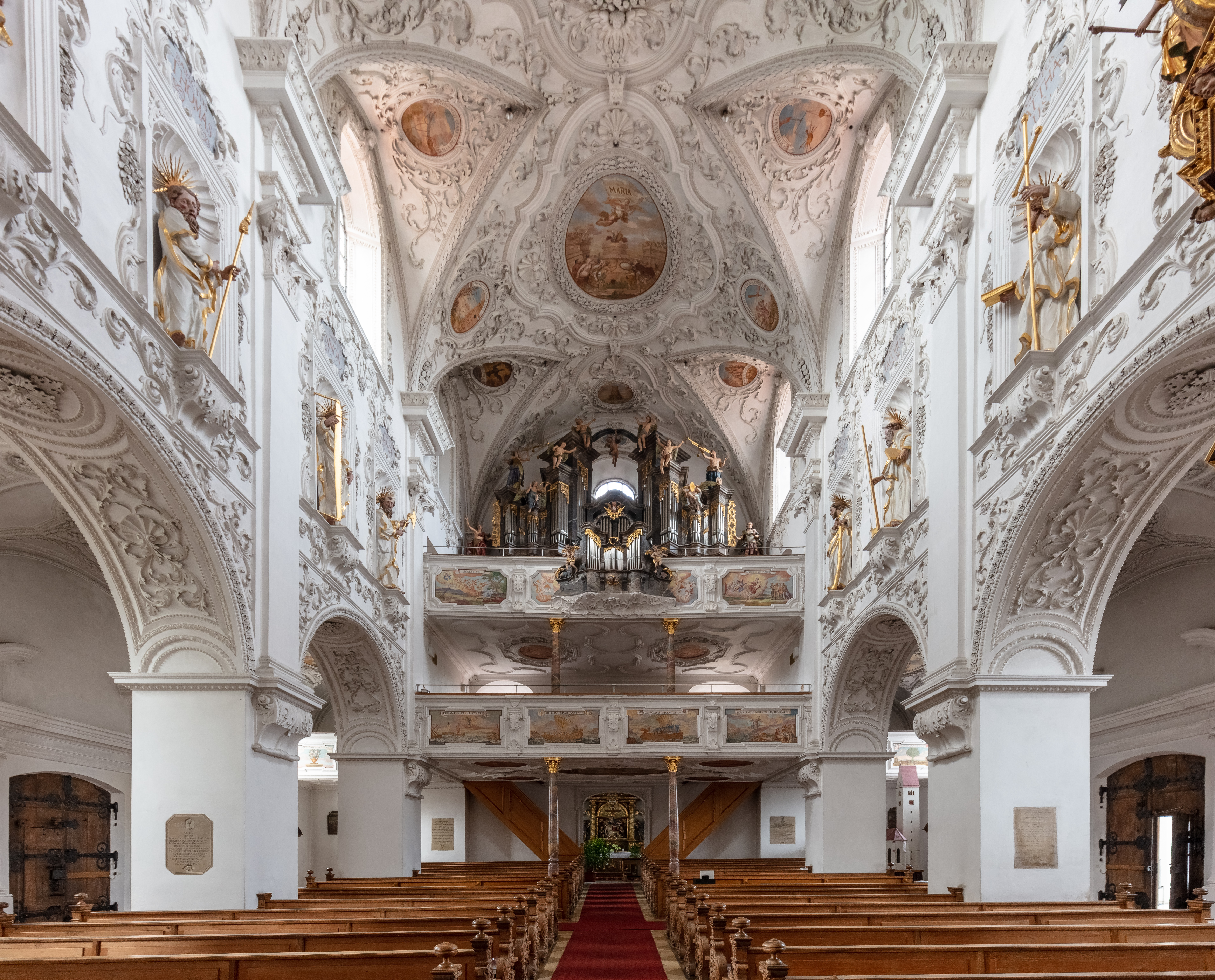
Típica iglesia en una pequeña localidad de Algovia.

| - Altusried - Bad Hindelang - Buchenberg - Dietmannsried - Füssen - Immenstadt im Allgäu - Isny im Allgäu - Kaufbeuren - Kempten (Allgäu) - Leutkirch im Allgäu | - Lindenberg im Allgäu - Marktoberdorf - Memmingen - Obergünzburg - Oberstaufen - Oberstdorf - Pfronten - Sonthofen - Waltenhofen - Wangen im Allgäu - Weiler-Simmerberg |

## Dialecto
En Algovia se habla todavía dialecto, especialmente en los pueblos, perteneciente a la familia del Alemánico. En el oeste y el sur de Algovia se habla un dialecto alemánico; en el centro, este y norte uno de la familia del suabo.

## Gastronomía
La cocina tradicional de Algovia se caracteriza por los ingredientes que utiliza, que antiguamente eran abundantes  y de precios económicos en la región. Estos eran huevo, harina, leche, grasa y sauerkraut. Por lo tanto, hay una amplia lista de platos hechos a base de harina. 

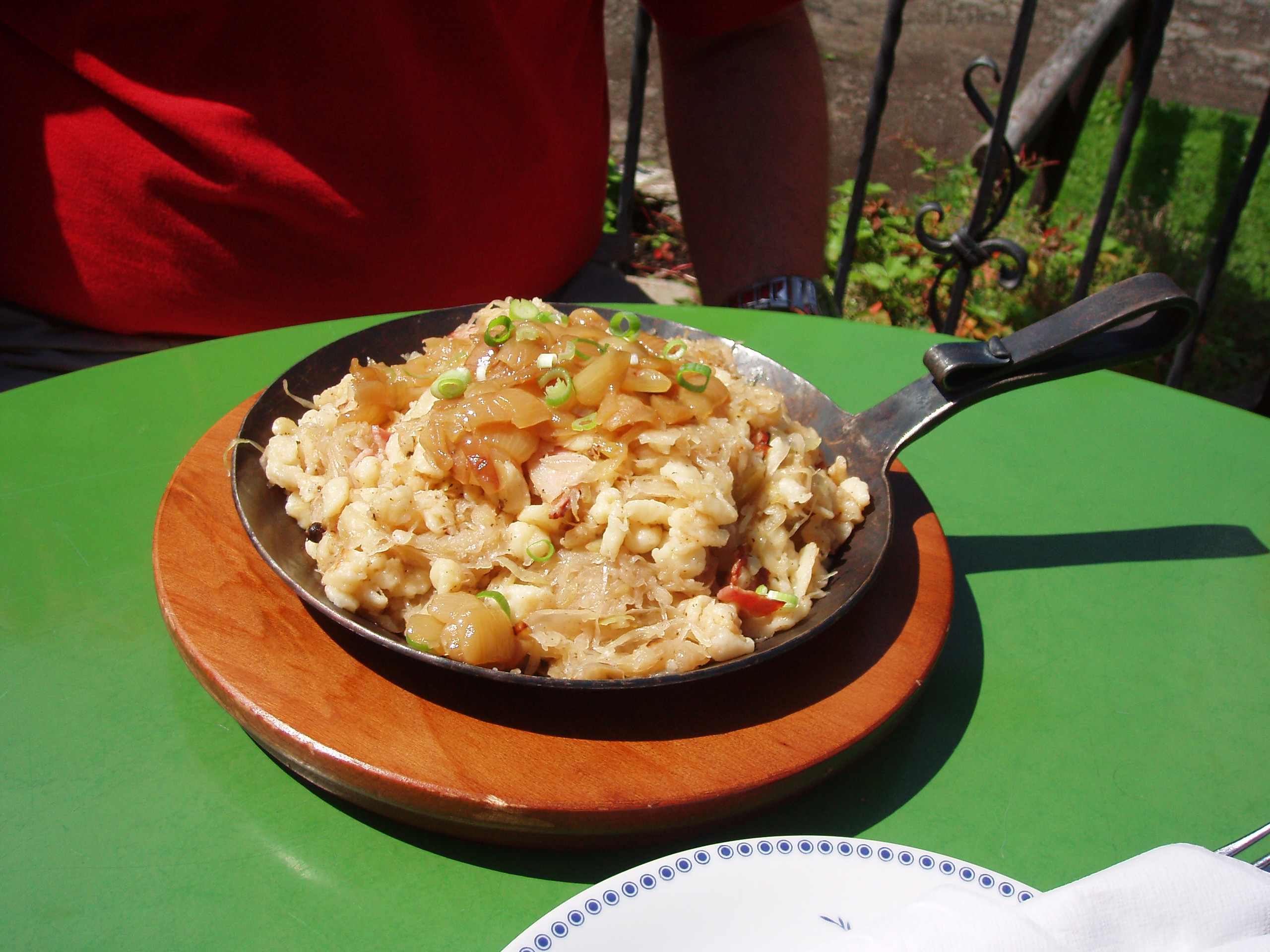
Krautspätzle.

- Platillos hechos a base de harina:
  - Kässpatzen
  - Krautkrapfen
  - Krautspätzle
  - Schupfnudeln
  - Schmarrn
  - Schleifernudla
- Postres:
  - Dampfnudel
  - Zwetschgendatschi
  - Scheiterhaufen
  - Nonnafürzle
  - Versoffene Jungfern
- Varios:
  - Brenntar o Schwarz-Mus, a base de papas
  - Leberkäse
  - Katzegschrei, con carne de res

## Personalidades
- Johann Jakob Herkomer (* 1648 en Sameister bei Roßhaupten; † 1717 en Füssen), constructor, pintor, escultur del barroco
- Johann Georg Fischer (* 1673 en Marktoberdorf; † 1747 en Füssen), artista barroco
- Johann Georg Specht (* 1720 en Lindenberg im Allgäu; † 1803), arquitecto
- Johann Althaus (* 1798 en Lauperswil im Emmental/Schweiz; † 1876 en Sonthofen), pionero del queso
- Carl Hirnbein (* 1807 en Wilhams; † 1871), político
- Sebastian Kneipp (* 1821 en Stephansried; † 1897 en Wörishofen), sacerdote y médico naturista
- Otto Merkt (* 1877 in Kempten (Allgäu); † 1951 in Kempten (Allgäu)), político
- Peter Dörfler (* 1878 en Untergermaringen; † 1955 en Múnich), sacerdote y escritor
- Alfred Weitnauer (* 1905 en Kempten (Allgäu); † 1974 en Obergünzburg), escritor e historiador
- Michael Bredl (* 1916; † 1999 en Hindelang), músico tradicional
- Rainer W. Bussmann (* 1967 en Leutkirch), ethnobotánico y ecólogo

## Literatura
- Alfred Weitnauer: Bei uns im Allgäu, Verlag für Heimatpflege, Kempten (Allgäu)
- Peter Nowotny: Fenster zum Allgäu, Verlag für Heimatpflege, Kempten (Allgäu)
- Norbert Herrmann: Kempten und das Oberallgäu. Bilder aus der Geschichte der Stadt und des Landkreises. Verlag für Heimatpflege im Heimatbund Allgäu, Kempten (Allgäu) 1984 (Titel der 1. Auflage 1963: „Kempter Geschichtsbuch“)
- Lydia L. Dewiel: Das Allgäu: Städte, Klöster und Wallfahrtskirchen zwischen Bodensee und Lech, DuMont, Köln 1985

## Referenzen
1. ↑  Die erste Universität in Bayerisch-Schwaben stand nicht in Augsburg Archivado el 1 de mayo de 2008 en Wayback Machine., Universidad de Augsburgo.